# Народная архитектура Карпат
Народная архитектура Карпат — народная архитектура Карпатского региона.
В уникальных конструкциях народной архитектуры Карпат используются природные источники.
Под народной архитектурой понимается непрофессиональная, местна архитектура, в том числе крестьянская. В Карпатах и прилегающих предгорьях основными традиционными строительными материалами являются дерево и глина.

## Влияние культуры и религии

### Православия
Так как большинство украинцев, русин и румын традиционно православные их строительные технологии традиционно включают религиозные принципы здания, которые отличаются от западно-христианских и еврейских традиций.
Прежде всего все церкви делятся на три части (притвор, неф и святилище) и включают в себя иконостас. Их внешняя форма часто бывает крестообразной, но всегда включает в себя центральный купол и часто ещё несколько куполов. Прихожане во время богослужения обращены лицом на восток, скамей нет.
Главная дверь и окна дома выходят на юг, а иконы и другая религиозная атрибутика выставляются в «красном углу», обычно на восточной стене.

### Иудаизм
Синагоги Восточной и Центральной Европы отличаются уникальным цельнодеревянным дизайном.

## Материалы и техника
Детали варьируются от местности к местности, но большинство домов в этом регионе традиционно представляют собой одноэтажное прямоугольное строение с одной или двумя комнатами, центральным дымоходом, двускатной, шатровой или вальмовой крышей, оштукатуренными и покрытыми побелкой стены.
В качестве материалов использовались те, которые можно было добыть на месте, включая дерево (обычно дуб), грязь, солому, полевой камень, известь и навоз животных. Крыши в густолесистых и холмистых районах обычно покрывались деревянной черепицей, в то время как в более равнинных и открытых районах традиционно использовалась ржаная солома.
В конце XIX века преобладали два типа строительства: горизонтальное строительство срубов и каркасно-засыпное строительство. Бревенчатые стены были распространены в тех районах, где древесина была доступна. В местах, где древесина была очень плохой или ощущалась ее нехватка, также использовались методы столбов и подоконников или плетня и мазанки.
При строительстве горизонтальных срубов бревна должны быть с пазами, чтобы они держались вместе. Простой седельный паз — самый простой и поэтому распространен. Паз «ласточкин хвост» используется людьми с большим опытом деревообработки.
Многие жители этой местности штукатурят свои бревенчатые дома внутри и снаружи, чтобы защитить их от влаги, улучшить теплоизоляцию, скрыть недостатки строительства и придать им эстетичный вид. Традиционная штукатурка изготавливается из глины, воды, навоза и соломы или мякины. Можно нанести несколько слоев для создания гладкой поверхности, а затем покрыть известью и водой, чтобы получить приятный белый цвет и защитить глину от дождя.
Традиционными являются соломенные крыши, но их распространенность снижается уже более ста лет, поскольку они могут быть пожароопасными. Распространены грунтовые полы, которые делают твердыми путем мытья навозной смесью, хотя предпочтение отдается деревянным полам.
Обычно длинная стена дома составляет от 26 футов (7,9 м) до 30 футов (9,1 м), а боковая стена — от 12 футов (3,7 м) до 17 футов (5,2 м). В центре дома располагается традиционная глинобитная печь.

## Всемирное наследие
- Деревянные церкви Карпатского региона на территории Польши и Украины[5][6]
- Деревянные церкви исторической области Марамуреш[7]
- Деревянные церкви словацких Карпат[8]
- Деревянные церкви на юге Малой Польши[9]
- Закопанский стиль